# Stuttgart Championship Series 1991
Lo Stuttgart Championship Series 1991 è stato un torneo di tennis giocato sul sintetico indoor. È stata la 4ª edizione del torneo, che fa parte della categoria Championship Series nell'ambito dell'ATP Tour 1991. Si è giocato a Stoccarda in Germania dal 18 al 24 febbraio 1991.

## Campioni

### Singolare maschile
Stefan Edberg ha battuto in finale  Jonas Svensson con il punteggio di 6–2, 3–6, 7–5, 6–2

### Doppio maschile
Sergio Casal /  Emilio Sánchez hanno battuto in finale  Jeremy Bates /  Nick Brown con il punteggio di 6–3, 7–5